# Chaenophryne longiceps
Chaenophryne longiceps, vrsta morske batipelagičke ribe ribe porodice Oneirodidae, red Lophiiformes. Pomalo je zastrašujuča izgledom, ali ne i veličinom jel naraste najviše do 24.5 cm. Raširena je po svim oceanima, a živi na dubinama od 500 - 1000 m. u sva tri oceana.
Ova riba zaobljeno tijelo a od ostalih pripadnika iz porodice sanjara (kako je zovu u eng. jeziku) razlikuje se po smještaju illiciuma na glavi, koji im služi poput ribarskog štapa, po čemu je cijeli red dobio naziv udičarke i Anglerfish.
U eng. jeziku nazivaju je Can-opener smoothdream; ostali narodni nazivi za nju su Slétthyrna (islandski), Doux-rêve ouvre-boîte (francuski) i Glathovedet mareangler (danski). Klasificirao ju je Regan, 1925. Hrani se drugom manjom ribom i glavonošcima.